# Hebius sauteri
Hebius sauteri (вуж Заутера) — вид змій родини полозових (Colubridae). Мешкає в Східній і Південно-Східній Азії. Вид названий на честь німецького ентомолога Ганса Заутера.

## Поширення і екологія
Вужі Заутера широко поширені на півдні Китаю, в провінціях Аньхой, Чунцін, Фуцзянь, Гуандун, Гуансі, Хубей, Хунань, Цзянсі, Сичуань і Юньнань, а також на островах Хайнань і Тайвань та на півночі В'єтнаму. Вони живуть на луках, в чагарниках і в лісах, на берегах річок і струмків. Зустрічаються на висоті від 580 до 1400 м над рівнем моря. Живляться дощовими черв'яками, слимаками і пуголовками. Відкладають яйця.